# Calcio ai Giochi della XXXI Olimpiade - Qualificazioni al torneo maschile
Le qualificazioni alle Olimpiadi 2016 stabiliranno 15 delle 16 partecipanti all'evento, oltre al Brasile che è qualificato d'ufficio in qualità di nazione ospitante.

## AFC
Le qualificazioni della federazione asiatica, che decidono le 3 squadre qualificate alla fase finale, vedono iscritte 43 squadre nazionali. Le qualificazioni si sono giocate dal 23 marzo 2015 al 20 maggio 2015 mentre la fase finale si è giocata dal 12 al 30 gennaio 2016.
|  | Semifinali    | Semifinali    | Semifinali |          |               | Finale          | Finale          | Finale          |  |
|  |               |               |            |          |               |                 |                 |                 |  |
|  | Qatar         | Qatar         | 1          |          |               |                 |                 |                 |  |
|  | Qatar         | Qatar         | 1          |          |               |                 |                 |                 |  |
|  | Corea del Sud | Corea del Sud | 3          |          |               |                 |                 |                 |  |
|  | Corea del Sud | Corea del Sud | 3          |          | Corea del Sud | Corea del Sud   | 2               |                 |  |
|  |               |               |            |          | Corea del Sud | Corea del Sud   | 2               |                 |  |
|  |               |               | Giappone   | Giappone | 3             |                 |                 |                 |  |
|  | Giappone      | Giappone      | Giappone   | Giappone | 3             | 2               |                 |                 |  |
|  | Giappone      | Giappone      |            |          |               | 2               |                 |                 |  |
|  | Iraq          | Iraq          | 1          |          |               | Finale 3º posto | Finale 3º posto | Finale 3º posto |  |
|  | Iraq          | Iraq          | 1          |          |               |                 |                 |                 |  |
|  |               |               |            |          |               |                 |                 |                 |  |
|  |               |               |            |          |               | Qatar           | Qatar           | 1               |  |
|  |               |               |            |          |               | Qatar           | Qatar           | 1               |  |
|  |               |               |            |          |               | Iraq (dts)      | Iraq (dts)      | 2               |  |

## CAF
Le qualificazioni della federazione africana, che decidono le 3 squadre qualificate alla fase finale, vedono iscritte 27 squadre nazionali. Le qualificazioni si sono giocate dal 24 aprile 2015 al 2 agosto 2015 mentre la fase finale si è giocata dal 28 novembre al 12 dicembre 2015.
|  | Semifinali | Semifinali | Semifinali      |                 |         | Finale          | Finale          | Finale          |  |
|  |            |            |                 |                 |         |                 |                 |                 |  |
|  | Senegal    | Senegal    | 0               |                 |         |                 |                 |                 |  |
|  | Senegal    | Senegal    | 0               |                 |         |                 |                 |                 |  |
|  | Nigeria    | Nigeria    | 1               |                 |         |                 |                 |                 |  |
|  | Nigeria    | Nigeria    | 1               |                 | Senegal | Senegal         | 0 (1)           |                 |  |
|  |            |            |                 |                 | Senegal | Senegal         | 0 (1)           |                 |  |
|  |            |            | Sudafrica (dcr) | Sudafrica (dcr) | 0 (3)   |                 |                 |                 |  |
|  | Algeria    | Algeria    | Sudafrica (dcr) | Sudafrica (dcr) | 0 (3)   | 2               |                 |                 |  |
|  | Algeria    | Algeria    |                 |                 |         | 2               |                 |                 |  |
|  | Sudafrica  | Sudafrica  | 0               |                 |         | Finale 3º posto | Finale 3º posto | Finale 3º posto |  |
|  | Sudafrica  | Sudafrica  | 0               |                 |         |                 |                 |                 |  |
|  |            |            |                 |                 |         |                 |                 |                 |  |
|  |            |            |                 |                 |         | Nigeria         | Nigeria         | 2               |  |
|  |            |            |                 |                 |         | Nigeria         | Nigeria         | 2               |  |
|  |            |            |                 |                 |         | Algeria         | Algeria         | 1               |  |

## CONCACAF
Le qualificazioni della federazione nordamericana, che decidono le 2 squadre qualificate alla fase finale e la squadra che disputerà il play-off, vedono iscritte 8 squadre nazionali. Il torneo si è giocato dal 1° al 13 ottobre 2015.

### Gruppo A
| Pos. | Squadra     | Pt | G | V | N | P | GF | GS | DR  |
| ---- | ----------- | -- | - | - | - | - | -- | -- | --- |
| 1.   | Stati Uniti | 9  | 3 | 3 | 0 | 0 | 13 | 2  | +11 |
| 2.   | Canada      | 4  | 3 | 1 | 1 | 1 | 6  | 6  | 0   |
| 3.   | Cuba        | 2  | 3 | 0 | 2 | 1 | 4  | 9  | -5  |
| 4.   | Panama      | 1  | 3 | 0 | 1 | 2 | 2  | 8  | -6  |

### Gruppo B
| Pos. | Squadra    | Pt | G | V | N | P | GF | GS | DR |
| ---- | ---------- | -- | - | - | - | - | -- | -- | -- |
| 1.   | Messico    | 9  | 3 | 3 | 0 | 0 | 7  | 1  | +6 |
| 2.   | Honduras   | 6  | 3 | 2 | 0 | 1 | 4  | 2  | +2 |
| 3.   | Haiti      | 1  | 3 | 0 | 1 | 2 | 1  | 3  | -2 |
| 4.   | Costa Rica | 1  | 3 | 0 | 1 | 2 | 1  | 7  | -6 |

### Fase finale
|  | Semifinali      | Semifinali      | Semifinali |         |          | Finale          | Finale          | Finale          |  |
|  |                 |                 |            |         |          |                 |                 |                 |  |
|  | 1A. Stati Uniti | 1A. Stati Uniti | 0          |         |          |                 |                 |                 |  |
|  | 1A. Stati Uniti | 1A. Stati Uniti | 0          |         |          |                 |                 |                 |  |
|  | 2B. Honduras    | 2B. Honduras    | 2          |         |          |                 |                 |                 |  |
|  | 2B. Honduras    | 2B. Honduras    | 2          |         | Honduras | Honduras        | 0               |                 |  |
|  |                 |                 |            |         | Honduras | Honduras        | 0               |                 |  |
|  |                 |                 | Messico    | Messico | 2        |                 |                 |                 |  |
|  | 1B. Messico     | 1B. Messico     | Messico    | Messico | 2        | 2               |                 |                 |  |
|  | 1B. Messico     | 1B. Messico     |            |         |          | 2               |                 |                 |  |
|  | 2A. Canada      | 2A. Canada      | 0          |         |          | Finale 3º posto | Finale 3º posto | Finale 3º posto |  |
|  | 2A. Canada      | 2A. Canada      | 0          |         |          |                 |                 |                 |  |
|  |                 |                 |            |         |          |                 |                 |                 |  |
|  |                 |                 |            |         |          | Stati Uniti     | Stati Uniti     | 2               |  |
|  |                 |                 |            |         |          | Stati Uniti     | Stati Uniti     | 2               |  |
|  |                 |                 |            |         |          | Canada          | Canada          | 0               |  |

## CONMEBOL
Le qualificazioni della federazione sudamericana, che decidono la squadra qualificata alla fase finale e la squadra che disputerà il play-off, vedono iscritte 10 squadre nazionali. Il torneo si è giocato dal 14 gennaio al 7 febbraio 2015. Il Brasile ha disputato le qualificazioni perché valevano anche per il Campionato mondiale di calcio Under-20 2015.
| Pos. | Squadra   | Pt | G | V | N | P | GF | GS | DR |
| ---- | --------- | -- | - | - | - | - | -- | -- | -- |
| 1.   | Argentina | 13 | 5 | 4 | 1 | 0 | 10 | 2  | +8 |
| 2.   | Colombia  | 9  | 5 | 2 | 3 | 0 | 7  | 2  | +5 |
| 3.   | Uruguay   | 8  | 5 | 2 | 2 | 1 | 6  | 3  | +3 |
| 4.   | Brasile   | 7  | 5 | 2 | 1 | 2 | 7  | 5  | +2 |
| 5.   | Perù      | 3  | 5 | 1 | 0 | 4 | 5  | 14 | -9 |
| 6.   | Paraguay  | 1  | 5 | 0 | 1 | 4 | 1  | 10 | -9 |

## OFC
Le qualificazioni della federazione oceaniana, che decidono la squadra qualificata alla fase finale, vedono iscritte 8 squadre nazionali. Il torneo si è giocato dal 3 al 17 luglio 2015.
|  | Semifinali         | Semifinali         | Semifinali |         |            | Finale     | Finale | Finale |  |
|  |                    |                    |            |         |            |            |        |        |  |
|  | Figi               | Figi               | 3          |         |            |            |        |        |  |
|  | Figi               | Figi               | 3          |         |            |            |        |        |  |
|  | Papua Nuova Guinea | Papua Nuova Guinea | 1          |         |            |            |        |        |  |
|  | Papua Nuova Guinea | Papua Nuova Guinea | 1          |         | Figi (dcr) | Figi (dcr) | 0 (4)  |        |  |
|  |                    |                    |            |         | Figi (dcr) | Figi (dcr) | 0 (4)  |        |  |
|  |                    |                    | Vanuatu    | Vanuatu | 0 (3)      |            |        |        |  |
|  | Nuova Zelanda      | Nuova Zelanda      | Vanuatu    | Vanuatu | 0 (3)      | 0          |        |        |  |
|  | Nuova Zelanda      | Nuova Zelanda      |            |         |            |            |        |        |  |
|  | Vanuatu            | Vanuatu            | 3          |         |            |            |        |        |  |

## UEFA
Le qualificazioni della federazione europea, che decidono la squadra qualificata alla fase finale, vedono iscritte 8 squadre nazionali. Il torneo si è giocato dal 17 al 30 giugno 2015.
|  | Semifinali | Semifinali | Semifinali |            |              | Finale       | Finale | Finale |  |
|  |            |            |            |            |              |              |        |        |  |
|  | Danimarca  | Danimarca  | 1          |            |              |              |        |        |  |
|  | Danimarca  | Danimarca  | 1          |            |              |              |        |        |  |
|  | Svezia     | Svezia     | 4          |            |              |              |        |        |  |
|  | Svezia     | Svezia     | 4          |            | Svezia (dcr) | Svezia (dcr) | 0 (4)  |        |  |
|  |            |            |            |            | Svezia (dcr) | Svezia (dcr) | 0 (4)  |        |  |
|  |            |            | Portogallo | Portogallo | 0 (3)        |              |        |        |  |
|  | Portogallo | Portogallo | Portogallo | Portogallo | 0 (3)        | 5            |        |        |  |
|  | Portogallo | Portogallo |            |            |              |              |        |        |  |
|  | Germania   | Germania   | 0          |            |              |              |        |        |  |

## Play-off
Il play-off si è giocato tra Colombia (secondo posto al campionato sudamericano) e Stati Uniti (terzo posto nel torneo preolimpico) il 25 e il 29 marzo 2016.
| Squadra 1 | Totale | Squadra 2   | Andata | Ritorno |
| --------- | ------ | ----------- | ------ | ------- |
| Colombia  | 3 - 2  | Stati Uniti | 1 - 1  | 2 - 1   |

## Squadre qualificate
| Torneo di qualificazione                        | Date                           | Luogo               | Posti | Qualificate   |
| ----------------------------------------------- | ------------------------------ | ------------------- | ----- | ------------- |
| Paese ospitante                                 | 2 ottobre 2009                 | Danimarca           | 1     | Brasile       |
| Campionato sudamericano di calcio Under-20 2015 | 14 gennaio – 7 febbraio 2015   | Uruguay             | 1     | Argentina     |
| Campionato europeo di calcio Under-21 2015      | 17 – 30 giugno 2015            | Rep. Ceca           | 4     | Danimarca     |
| Campionato europeo di calcio Under-21 2015      | 17 – 30 giugno 2015            | Rep. Ceca           | 4     | Germania      |
| Campionato europeo di calcio Under-21 2015      | 17 – 30 giugno 2015            | Rep. Ceca           | 4     | Portogallo    |
| Campionato europeo di calcio Under-21 2015      | 17 – 30 giugno 2015            | Rep. Ceca           | 4     | Svezia        |
| Calcio ai Giochi del Pacifico 2015              | 3 – 17 luglio 2015             | Papua Nuova Guinea  | 1     | Figi          |
| Torneo preolimpico CONCACAF 2015                | 1 – 13 ottobre 2015            | Stati Uniti         | 2     | Honduras      |
| Torneo preolimpico CONCACAF 2015                | 1 – 13 ottobre 2015            | Stati Uniti         | 2     | Messico       |
| Coppa d'Africa Under-23 2015                    | 28 novembre – 12 dicembre 2015 | Senegal             | 3     | Algeria       |
| Coppa d'Africa Under-23 2015                    | 28 novembre – 12 dicembre 2015 | Senegal             | 3     | Nigeria       |
| Coppa d'Africa Under-23 2015                    | 28 novembre – 12 dicembre 2015 | Senegal             | 3     | Sudafrica     |
| Coppa d'Asia AFC Under-23 2016                  | 12 – 30 gennaio 2016           | Qatar               | 3     | Iraq          |
| Coppa d'Asia AFC Under-23 2016                  | 12 – 30 gennaio 2016           | Qatar               | 3     | Giappone      |
| Coppa d'Asia AFC Under-23 2016                  | 12 – 30 gennaio 2016           | Qatar               | 3     | Corea del Sud |
| Play-off CONCACAF-CONMEBOL                      | 25 – 29 marzo 2016             | Barranquilla Frisco | 1     | Colombia      |
| Totale                                          |                                |                     | 16    |               |